# Dionýz Ilkovič

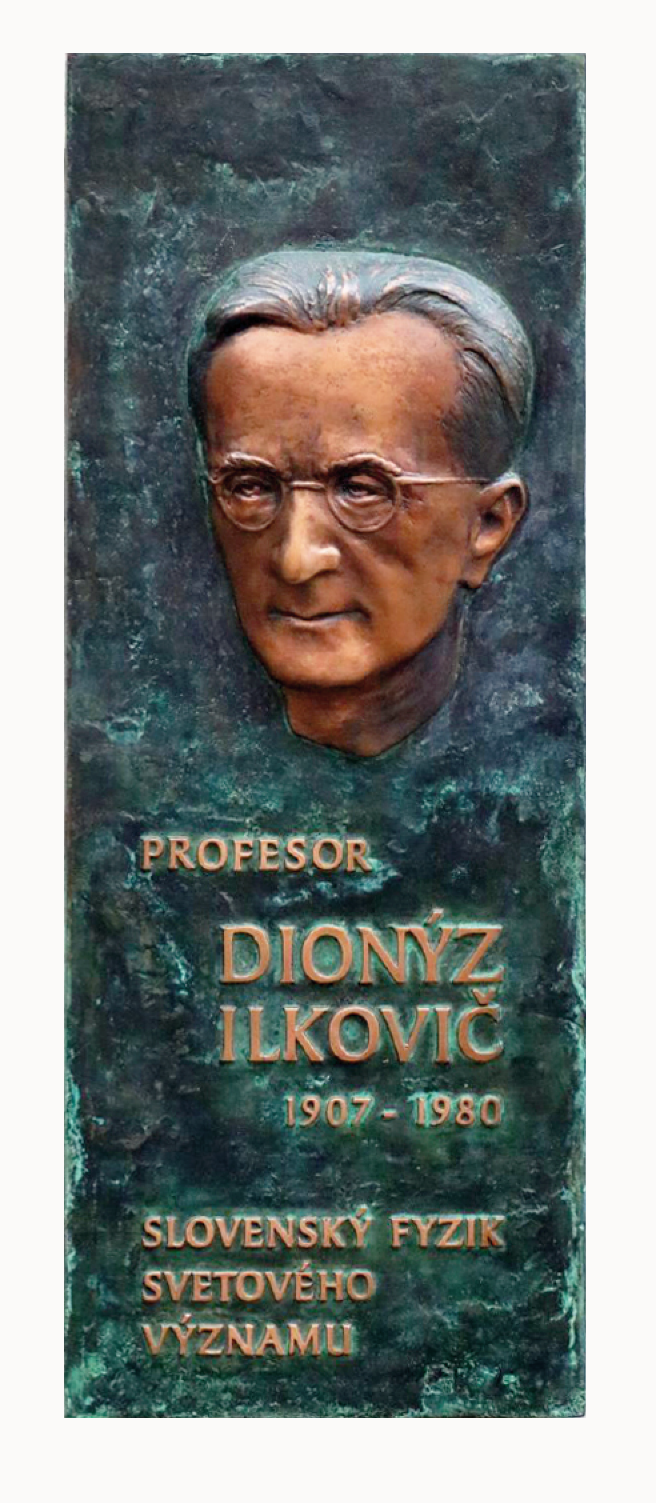
Tablica pamiątkowa Ilkoviča w Preszowie

Dionýz Ilkovič (ur. 18 stycznia 1907 w Šarišským Štiavniku, zm. 3 sierpnia 1980 w Bratysławie) – słowacki chemik i fizyk. Wspólnie z Jaroslavem Heyrovským stworzył podstawy polarografii, jednej z metod chemii analitycznej.

## Życiorys
Urodził się jako drugie dziecko Hilara Ilkovica i Ireny, z domu Toronskiej. Miał troje rodzeństwa: starszego brata, Mikulasa, młodszego Alexeja i młodszą siostrę Martę. Chodził do katolickiego gimnazjum w Prešovie, a następnie studiował na Czeskim Uniwersytecie Technicznym w Pradze, na kierunku inżynieria elektryczna. Później kontynuował studia, kształcąc się w chemii i fizyce na Uniwersytecie Praskim. Spotkał tam profesora Jaroslava Heyrowský’ego, pod którego kierunkiem rozpoczął studia podyplomowe. Tytuł doktora otrzymał w 1932 roku. Dwa lata później otrzymał tytuł profesora. W późniejszych latach, pracował w Paryżu. Po powrocie na Słowację stworzył Instytut Fizyki Słowackiej Akademii Nauk. Odszedł na emeryturę w 1976 roku.
Zmarł na atak serca w 1980 roku.
Jest najbardziej znany z wprowadzenia podstawowego równania w polarografii, utworzonego od jego nazwiska.